# دالفارزين
دالفارزين هي بلدة في مقاطعة آلتينقال في ولاية أنديجان في أوزبكستان.